# Peruviaanse algemene verkiezingen 1931

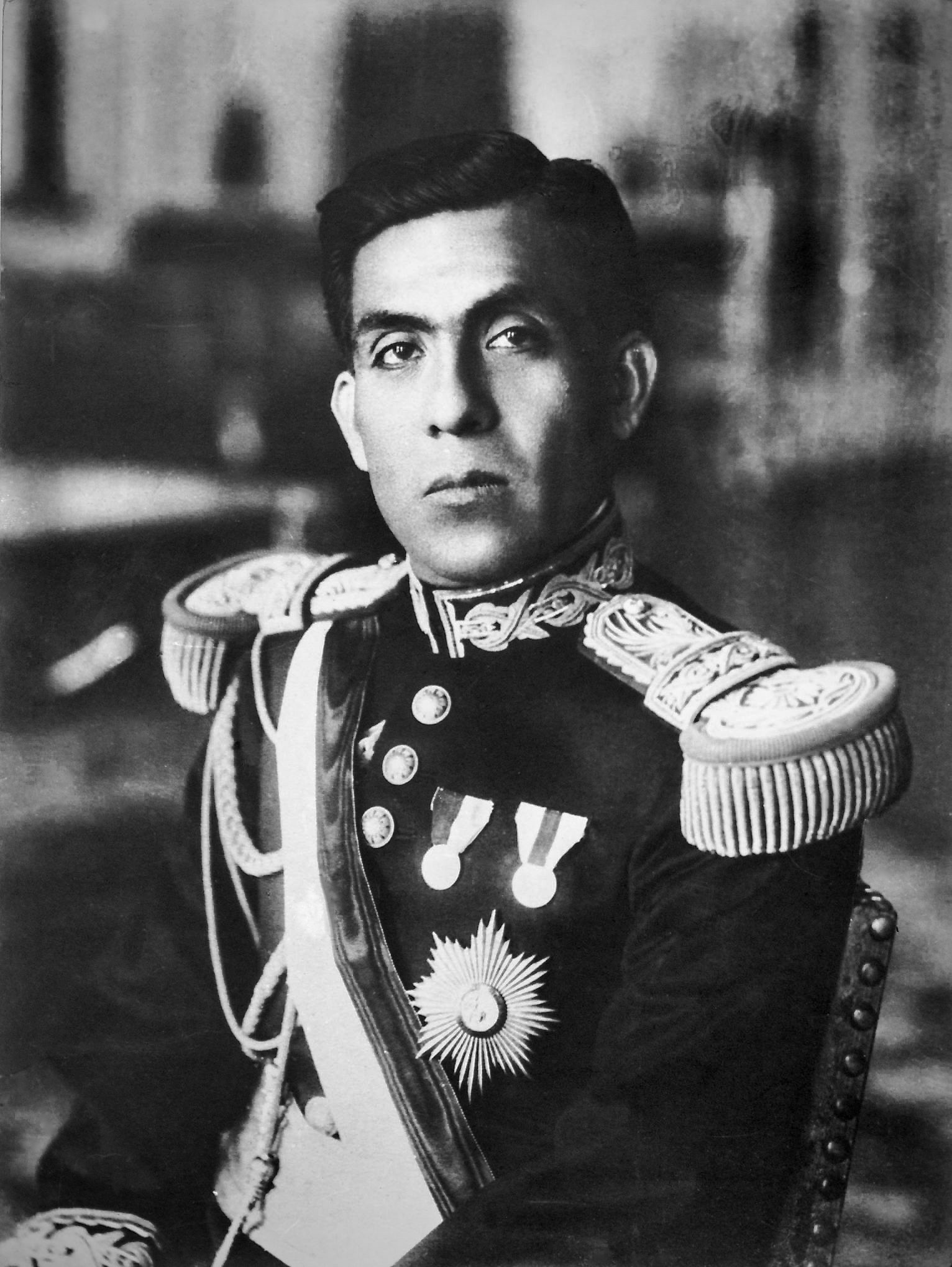
Sánchez Cerro

De Peruviaanse algemene verkiezingen 1931 werden gehouden op 11 oktober 1931. Luis Miguel Sánchez Cerro won de Peruviaanse verkiezingen en werd zo voor de tweede maal in zijn leven president van het land. Op 30 april 1933 werd hij in het Hipódromo de Santa Beatriz om het leven gebracht door leden van de Partido Aprista Peruano.

## Verkiezingsuitslag
| Kandidaat                           | Stemmen | Stemmen |
| Kandidaat                           | %       | #       |
| ----------------------------------- | ------- | ------- |
| Luis Miguel Sánchez Cerro (UR)      | 50,75   | 152.149 |
| Víctor Raúl Haya de la Torre (APRA) | 35,38   | 106,088 |
| José María de la Jara y Ureta (AR)  | 7,32    | 21.950  |
| Arturo Osores Cabrera (PCRP)        | 6,55    | 19.640  |